# My Little Pony: Equestria Girls – Rainbow Rocks
My Little Pony: Equestria Girls – Rainbow Rocks é um telefilme de animação, aventura e comédia de 2014 escrito por Meghan McCarthy e dirigido por Jayson Thiessen. É a sequência de My Little Pony: Equestria Girls, baseado na franquia do mesmo nome e spin-off da série de animação My Little Pony: A Amizade É Mágica, exibida pelo canal Discovery Family. No Brasil o filme foi lançado em 9 de novembro de 2014 no Discovery Kids e em Portugal, em 8 de dezembro de 2014 no Canal Panda.
O filme se passa após o final da quarta temporada e mostra as protagonistas enfrentando "As Dazzlings", criaturas maléficas que foram banidas do reino de Equestria para o mundo humano, e que convencem os alunos de Canterlot High a transformar uma competição musical amigável em uma Batalha de Bandas.
O filme contém Tara Strong, Ashleigh Ball, Andrea Libman, Tabitha St. Germain, Cathy Weseluck, Rebecca Shoichet, Kazumi Evans, Diana Kaarina e Marÿke Hendrikse como os dubladores dos personagens.

## Sinopse
Após o incidente do baile de outono, Sunset Shimmer se sente arrependida pelo que fez com a coroa da recém-coroada Twilight, mas agora ela vai provar isso. Mas não por muito tempo! Canterlot High está recebendo um show musical e Rainbow Dash, Applejack, Pinkie Pie, Rarity e Fluttershy vão se apresentar com sua nova banda, As Rainbooms. Mas quando um novo grupo de garotas, "As Dazzlings", chega a escola, elas convencem a todos para transformar o show amigável em uma Batalha de Bandas.
Enquanto as tensões aumentam entre as atrações musicais concorrentes, Sunset Shimmer, agora reformada, percebe que as Dazzlings podem não ser garotas normais e estão atrás de algo muito mais sinistro do que apenas serem nomeadas a Melhor Banda de Canterlot High. As Rainbooms e Sunset Shimmer chamam Twilight Sparkle para retornar ao mundo delas para ajudá-las a realizar um contrafeitiço musical, para que possam vencer a batalha que agora determina o destino de toda a escola.

## Publicidade

### Prévias
Em 13 de Fevereiro de 2014, a Entertainment Weekly publicou um artigo sobre o filme. Os detalhes sobre seu enredo eram limitados; no entanto, o artigo incluía um trailer mostrando vários clipes e uma Vem Dançar! de Daniel Ingram, tudo a partir dos Curtas de Animação.
Em 24 de julho de 2014 a Yahoo! TV postou não só um novo trailer do filme, mas também uma canção executada por Adagio Dazzle e As Dazzlings.
Em 10 de Setembro de 2014, a Shout! Factory, através do Equestria Daily, revelou um novo trailer de 30 segundos que inclui uma montagem das versões pônei e humana de Twilight. Dois dias depois, em 12 de Setembro, um trailer de 50 segundos foi lançado no YouTube. Seis dias depois, em 18 de Setembro, um novo trailer foi lançado na Yahoo! TV. O trailer foi carregado para o canal da Hasbro no YouTube quatro dias depois.

### Cenas inéditas
Em 18 de Agosto de 2014 foi lançado no canal do YouTube Hasbro Studio Shorts o primeiro clipe do filme. Uma semana depois, em 25 de Agosto uma segunda cena foi lançada. Em 27 de Agosto foi lançada no canal oficial a versão dublada da primeira cena inédita. Dois dias depois em 29 de Agosto uma terceira cena foi lançada. Uma semana depois, no dia 05 de Setembro, uma quarta cena foi lançada.

### Clipe em Live-action
Em 20 de fevereiro de 2014, a Hasbro lançou um clipe em live-action em seu site oficial que mostra seis jovens do sexo feminino como as Equestria Girls em uma banda de rock. Similar ao videoclipe Magic of Friendship lançado para o primeiro filme, o clipe Rainbow Rocks usa uma versão de rock de Equestria Girls e mostra as homólogas humanas do Elenco principal em forma de animação fazendo o "EG Stomp".

### Série de TV
Uma série animada de TV baseada nos filmes Equestria Girls intitulado Equestria Academy, foi anunciado em 3 de Abril de 2014 e sua estreia está programada para Novembro de 2014 durante a Kidexpo na França.

### Curtas de animação
Direção de dublagem: Tatiane Keplmair
Direção musical: Cidália Castro
| # | Título                                                                   | Dirigido por | Escrito por                        | Exibição original   | Exibição no Brasil  |
| --- | ------------------------------------------------------------------------ | ------------ | ---------------------------------- | ------------------- | ------------------- |
| 1 | "Música para os meus Ouvidos" "Music to My Ears"                         | Ishi Rudell  | Cindy Morrow                       | 27 de março de 2014 | 29 de abril de 2014 |
| Quando a DJ Pon-3 vai atravessar a rua, ela coloca seus fones de ouvido e uma música eletrônica começa a tocar. |                                                                          |              |                                    |                     |                     |
| 2 | "Focada na Guitarra" "Guitar Centered"                                   | Ishi Rudell  | Amy Keating Rogers                 | 4 de abril de 2014  | 29 de abril de 2014 |
| Rainbow Dash visita uma loja de música com suas amigas para substituir sua guitarra quebrada por uma que tenha a "aparência incrível o som que ela vai tirar dela". |                                                                          |              |                                    |                     |                     |
| 3 | "Hamstercalipse" "Hamstocalypse Now"                                     | Ishi Rudell  | Josh Haber                         | 11 de abril de 2014 | 29 de abril de 2014 |
| Rarity ajuda Fluttershy no centro de resgate de animais para limpar o habitat dos hamsters Fluttershy deixa todos os hamsters com Rarity. |                                                                          |              |                                    |                     |                     |
| 4 | "A Pinkie na Cabeça" "Pinkie on the One"                                 | Ishi Rudell  | Josh Haber                         | 25 de abril de 2014 | 16 de maio de 2014  |
| Pinkie Pie está ajudando Vovó Smith a fazer biscoitos na sala de aula. Rainbow Dash lhe pede ajuda para encontrar um baterista para sua banda. |                                                                          |              |                                    |                     |                     |
| 5 | "Tocadora de Piano" "Player Piano"                                       | Ishi Rudell  | Amy Keating Rogers                 | 9 de maio de 2014   | 16 de maio de 2014  |
| Rarity, com seu cabelo e roupas imundas, luta para empurrar um pesado piano de cauda pelo campus a tempo para o ensaio da banda com suas amigas. |                                                                          |              |                                    |                     |                     |
| 6 | "Um Estojo para o Baixo" "A Case for the Bass"                           | Ishi Rudell  | Natasha Levinger                   | 23 de maio de 2014  | 28 de maio de 2014  |
| Em uma venda de garagem na frente da casa de Applejack, Applejack pergunta para Vovó Smith, que acidentalmente vendeu a sua guitarra baixo, sobre onde ela a vendeu. |                                                                          |              |                                    |                     |                     |
| 7 | "Vem Dançar!" "Shake Your Tail!"                                         | Ishi Rudell  | Amy Keating Rogers                 | 6 de junho de 2014  | 2 de julho de 2014  |
| O curta é um vídeo musical da canção Shake Your Tail em que as seis amigas executam a canção em uma festa na escola. |                                                                          |              |                                    |                     |                     |
| 8 | "Dia Perfeito para a Diversão" "Perfect Day for Fun!"                    | Ishi Rudell  | Daniel Ingram & Amy Keating Rogers | 19 de junho de 2014 | 2 de julho de 2014  |
| Semelhante a "Vem Dançar!", Este curta também um videoclipe para a canção de mesmo nome, que retrata as 6 garotas trocando mensagens de texto e se divertindo no carnaval de primavera de Canterlot High. |                                                                          |              |                                    |                     |                     |
| 9 | "Como o Arco-Íris" "Shine Like Rainbows"                                 | Ishi Rudell  | Daniel Ingram & Amy Keating Rogers | 3 de março de 2015  | 29 de junho de 2016 |
| O videoclipe com a participação de Sunset Shimmer na Rainbows, mostra a celebração das rainbows após a Batalha de Bandas e da ida a Equestria da recém-coroada Princesa Twilight Sparkle e mostra imagens do clipe, dos créditos, do filme e da abertura. O clipe também tem um sing along com a letra da música no canal da Hasbro Studios. |                                                                          |              |                                    |                     |                     |
| 10 | "Meu Passado Não é Hoje" "My Past is Not Today"                          | Ishi Rudell  | Daniel Ingram & Amy Keating Rogers | 2 de abril de 2015  | 10 de julho de 2015 |
| O videoclipe de Sunset Shimmer (relacionado ao filme My Little Pony: Equestria Girls – Jogos da Amizade) mostra a nova Rainbow estar pronta para um novo mundo pela frente. |                                                                          |              |                                    |                     |                     |
| 11 | "A Mágia da Amizade - Video Musical" "Magic of Friendship - Music Video" | Ishi Rudell  | Daniel Ingram & Amy Keating Rogers | 2 de abril de 2015  |                     |
| O videoclipe mostra as protagonistas enfrentando as Dazzilings. As vilãs cantam Under Our Spell e as protagonistas cantam o tema de abertura do 1 filme Shine Like Rainbows. |                                                                          |              |                                    |                     |                     |

## Trilha Sonora
Músicas originais de autoria de Daniel Ingram e Meghan McCarthy. No filme não constam as músicas "Perfect Day for Fun" e "Music to My Ears".
1. Rainbow Rocks - As Rainbooms
2. Better Than Ever (Mais Unidas que Antes Versão brasileira/Todos Juntos Versão portuguesa) - As Rainbooms
3. Battle of the Bands (Batalha Musical Versão brasileira/Combate das Bandas Versão portuguesa) - As Dazzlings
4. Bad Counter Spell (Contra-Feitiço Ruim Versões brasileira e portuguesa) - Twilight Sparkle
5. Shake Your Tail! (Vem Dançar! Versões brasileira e portuguesa) - As Rainbooms
6. Under Our Spell (O Feitiço te Levou Versão brasileira/É Apenas um Feitiço Versão portuguesa) - As Dazzlings
7. Tricks Up My Sleeve (Tenho Cartas na Manga Versão brasileira/Tenhos Cartas pra Dar Versão portuguesa) - Trixie e as Ilusões
8. Awesome as I Wanna Be (Sou Demais Mesmo Versão brasileira/Incrível Como Eu Quero Ser Versão portuguesa) - Rainbow Dash e As Rainbooms
9. Welcome to the Show (Bem-Vindos ao Show Versões brasileira e portuguesa) - As Dazzlings, As Rainbooms e Sunset Shimmer
10. Créditos Finais: Shine Like Rainbows (Como o Arco-Íris Versões brasileira e portuguesa) - As Rainbooms

## Músicas do filmeJogos da Amizade
1. My Past is Not Today (Meu Passado Não é Hoje) Sunset Shimmer
2. Life is a Runway (A Vida é Uma Passarela) Rarity
3. Friendship Through The Ages (A Amizade Através das Idades) As Rainbooms